# 大化镇 (仁寿县)
大化镇，是中华人民共和国四川省眉山市仁寿县下辖的一个乡镇级行政单位。

## 行政区划
大化镇下辖以下地区：
华兴社区、正义村、龙门村、前进村、下坝村、劳动村、红塔村、明朗村、水梨村、黎明村、青杠村、英雄村、寒保村和曹河村。